# ジャン・ヴァンサン・フェリックス・ラムルー

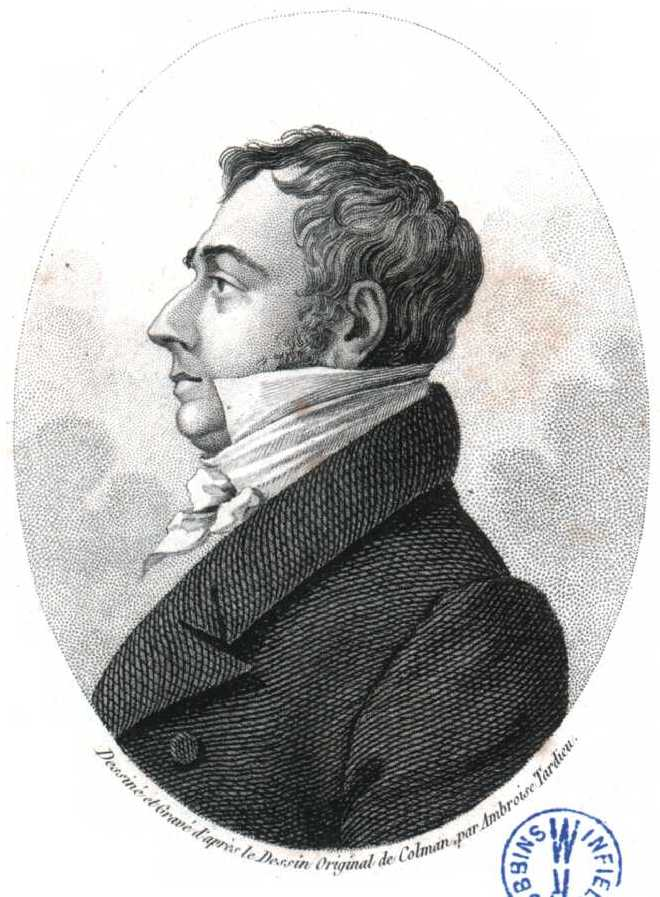
ジャン・ヴァンサン・フェリックス・ラムルー

ジャン・ヴァンサン・フェリックス・ラムルー（Jean Vincent Félix Lamouroux、1779年5月3日 - 1825年3月26日）はフランスの植物学者である。藻類の分類のパイオニアである。

## 略歴
ロット＝エ＝ガロンヌ県のアジャンで生まれた。父は、工場主で音楽家で、2年ほどアジャンの市長を務め、ベルナール・ジェルマン・ド・ラセペードや後にセサック伯爵となるジャン＝ジラール・ラキュ（Jean-Girard Lacuée）、ジャン・フロリモン・ブードン・ド・サンタマンらとアジャン科学アカデミードを設立した人物である。
アジャンの学校でサンタマンの学校で学び、藻類やヒドロ虫などの海洋生物に強い興味を持った。1805年に藻類に関する論文を発表し、1807年に、父親の工場が破産した後、パリに出た。
1807年にフランス科学アカデミーの会員に選ばれ、1808年から1811年までカーン大学の博物学の准教授となった。カルヴァドス県にリンネ協会（Société linnéenne du Calvados）を設立し友人のジャン・バティスト・ボリ・ド・サン＝ヴァンサンと協力し、協会の紀要の出版を行った。この間、カーンの植物園長も務めた。医学雑誌"Annales générales des sciences physiques"に寄稿し and to the Dictionnaire classique d'histoire naturelle (Classic Dictionary of Natural History).、事典"Dictionnaire classique d'histoire naturelle"の記事も書いた。
ラムルーは、藻類をその色で緑藻、褐藻、紅藻に分けたことで知られる。イギリスの博物学者、ドーソン・ターナーがラムールの分類を採用したことで国際的にその分類は広まった。
ラムルーは海洋生物の分類に関する著作には、"Histoire des Polypiers coralligènes flexibles, vulgairement nommés Zoophytes"  (1816: Caen）や "Exposition méthodique des genres de l'ordre des polypiers" （1821: Paris）などがあり、1821年の著書、 "Résumé d’un cours élémentaire de géographie physique" ("Summary of a basic course of physical geography")では大気科学、水路学、天文学、地質学まで論じた。ノルマンディーのジュラ紀の爬虫類の化石を集め、これはジョルジュ・キュビエによって研究された。

## "Corallina; or, a classical arrangement..."の図版

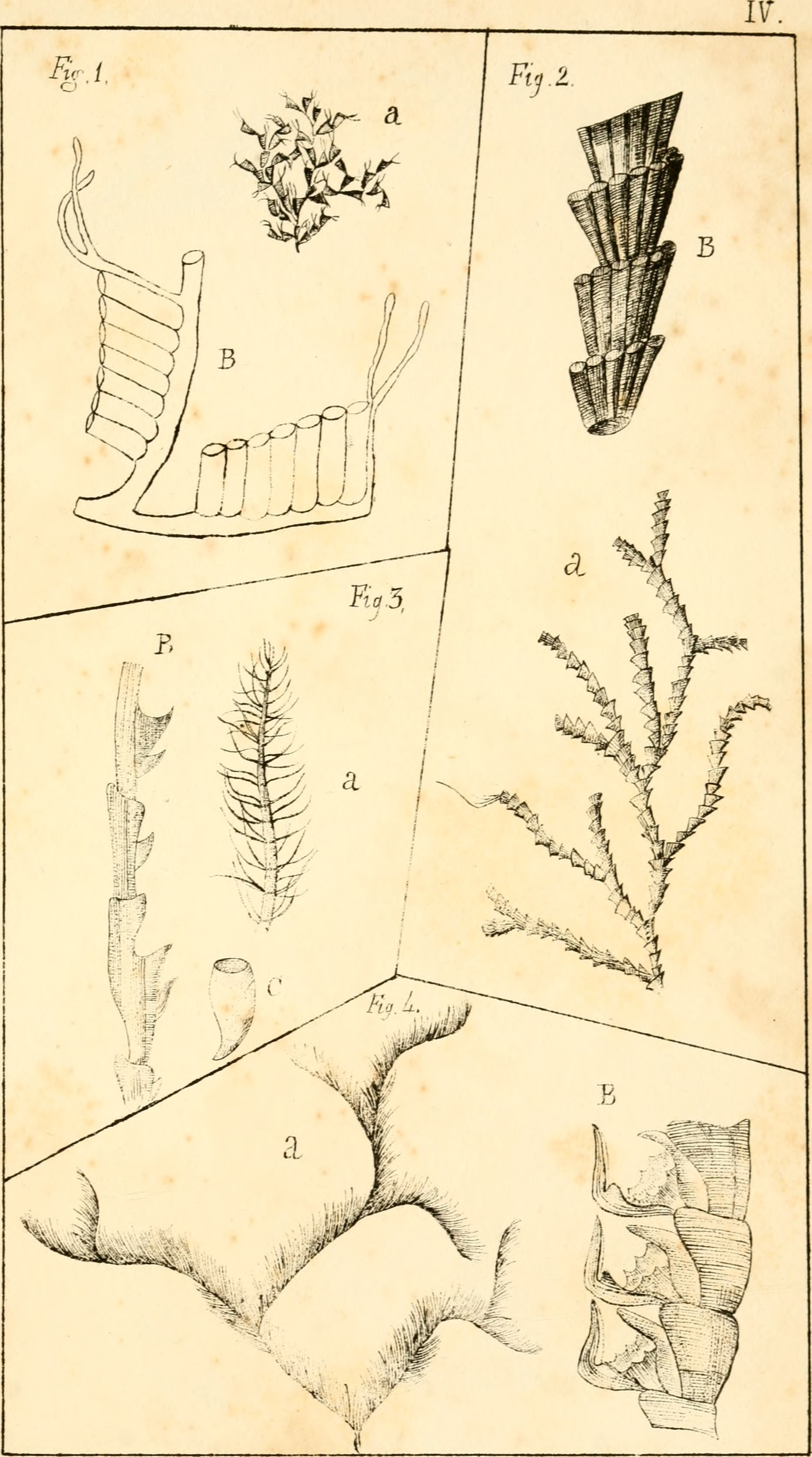
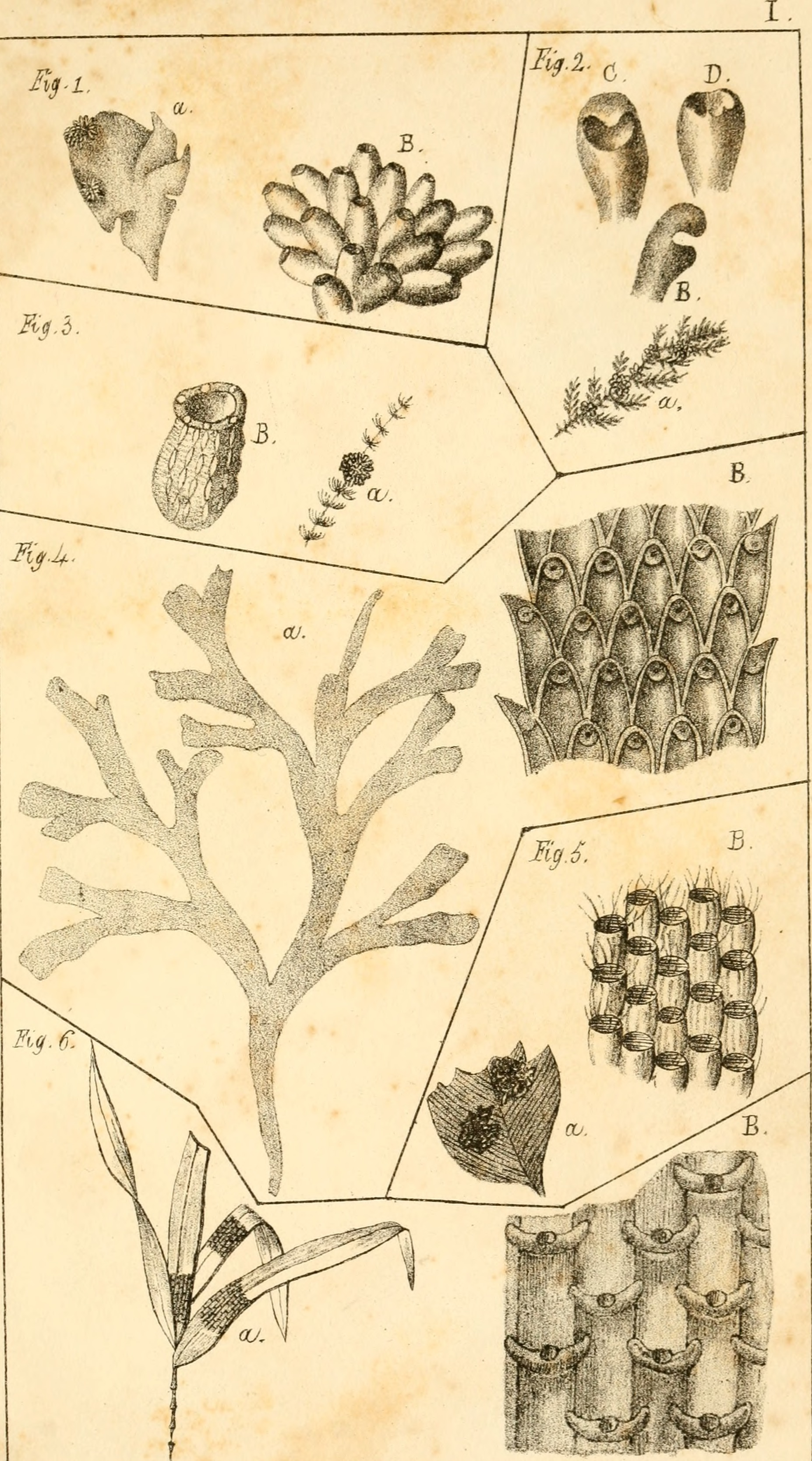
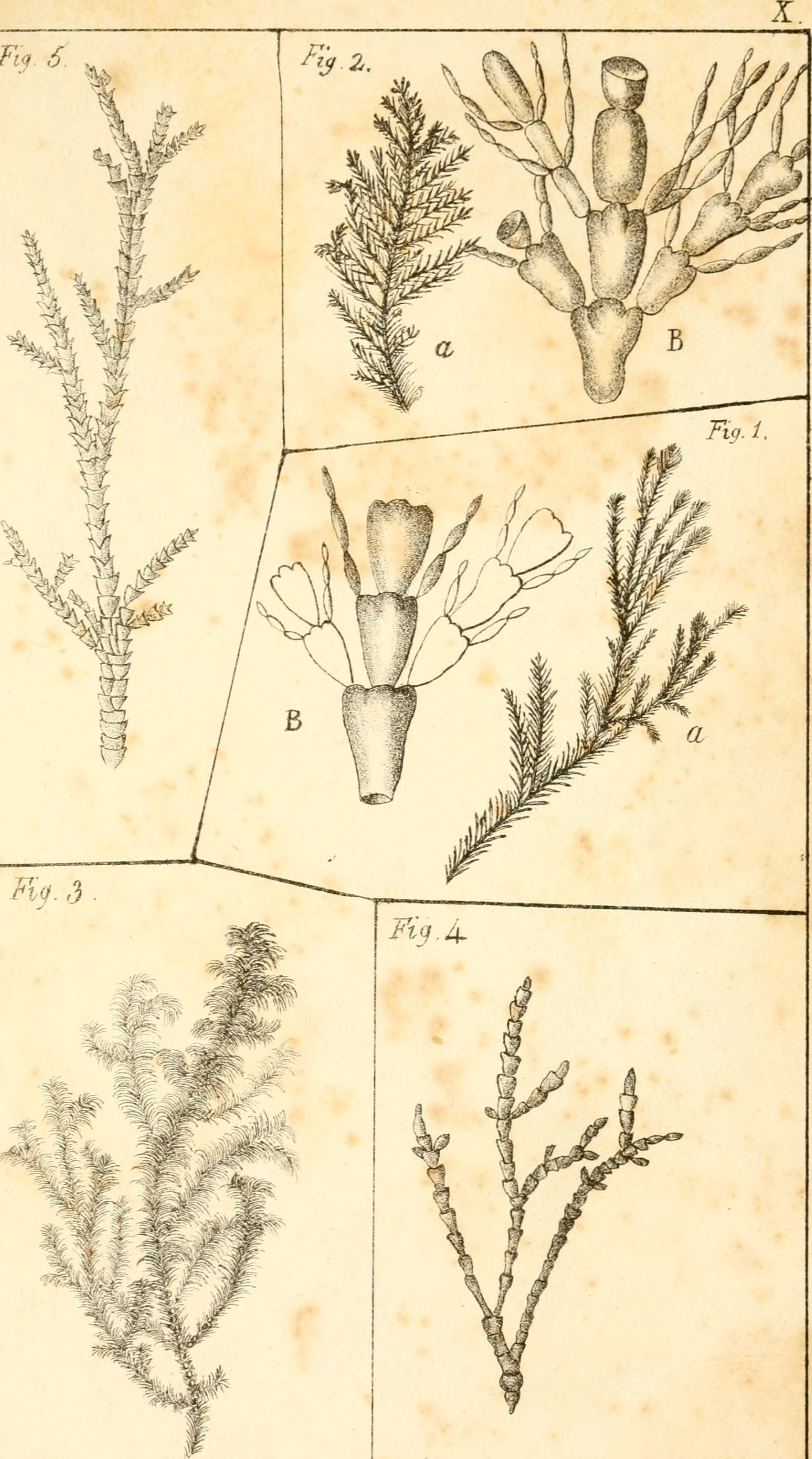
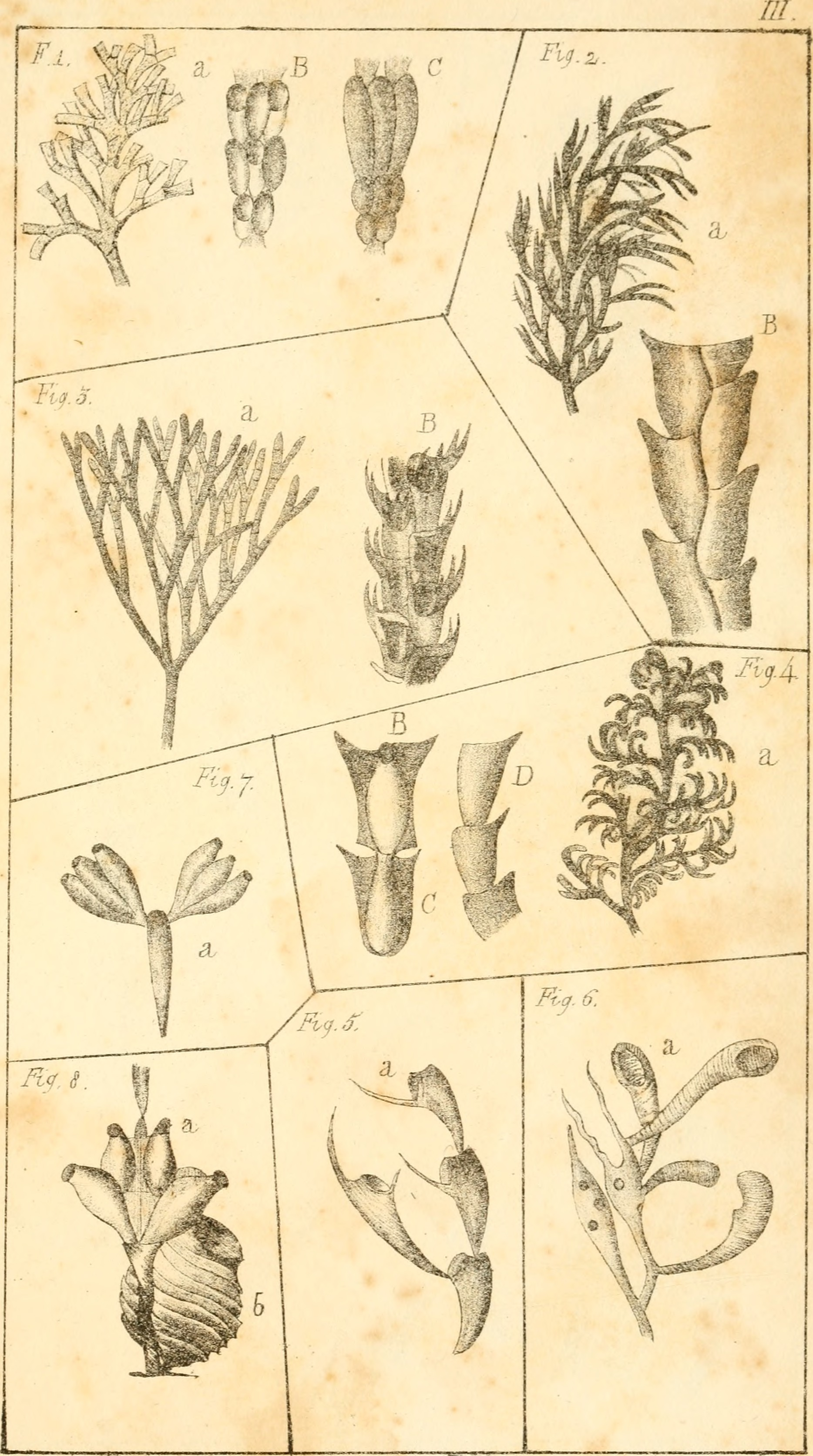
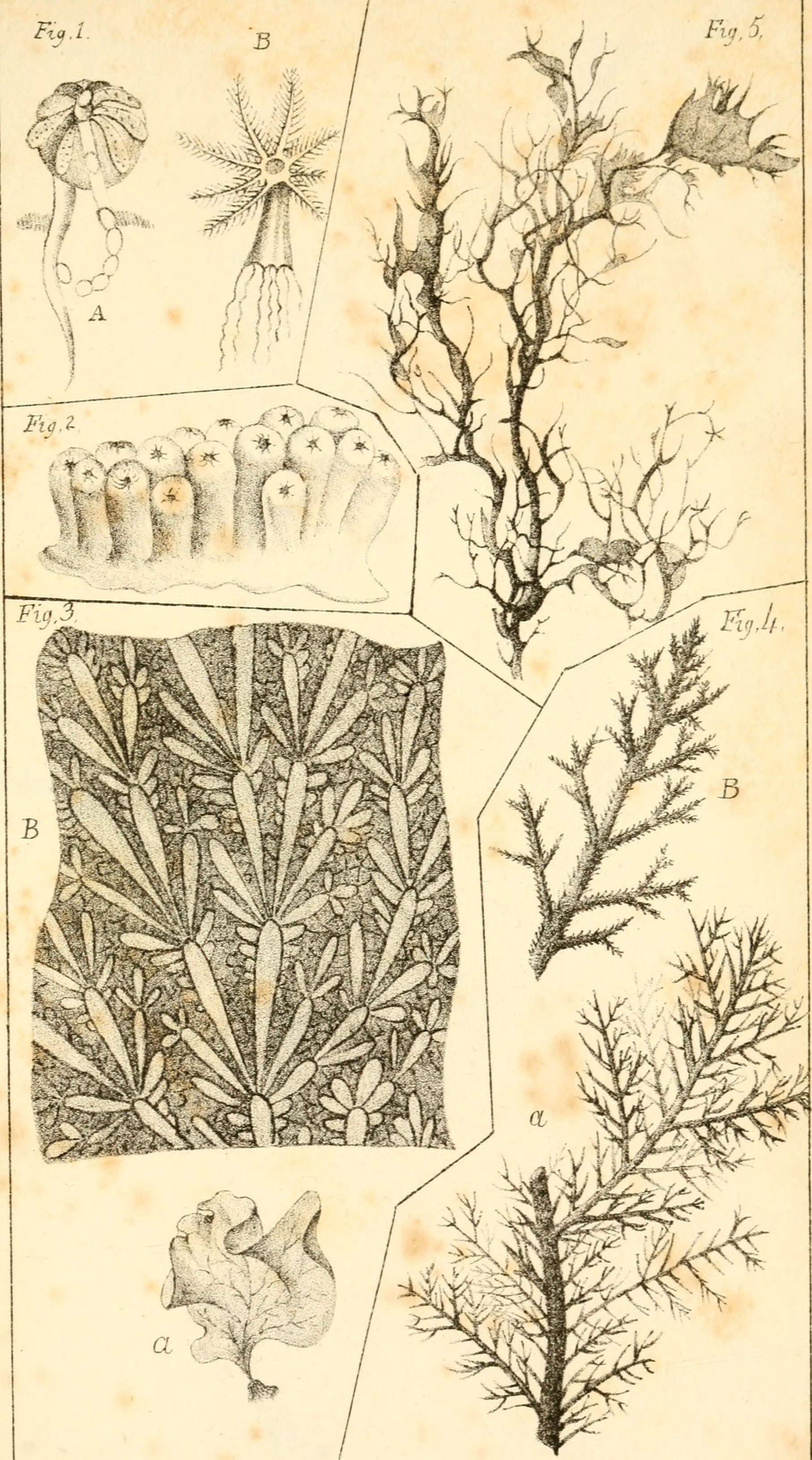

## 訳注
1. ↑  Dissertations sur plusieurs espèces de fucus, peu connues ou nouvelles, avec leur description en Latin et en Français OCLC 287240318
2. ↑  Annales générales des sciences physiques OCLC 287058728
3. 1 2  Dictionnaire classique d'histoire naturelle OCLC 557936846
4. ↑  Résumé d'un cours élémentaire de Géographie physique OCLC 422305533; revised in 1826 OCLC 561716710